# Miłosz Michał Sołtys
Miłosz Michał Sołtys (ur. 27 września 1895 w Opolu, zm. 30 marca 1945 w obozie koncentracyjnym Buchenwald) – polski harcerz, nauczyciel i oficer.

## Życiorys
Urodził się w rodzinie polskich działaczy niepodległościowych – pisarki Heleny Wiktorii z d. Neymann i księgarza Joachima. W trakcie pobytu we Lwowie zaangażował się w 1911 w polski ruch skautowy. Po wybuchu Wielkiej Wojny wstąpił do Legionu Wschodniego, służbę wojskową kontynuował także po odzyskaniu przez Polskę niepodległości, jako porucznik Wojska Polskiego. Od 1920 brał udział w działaniach zmierzających do przyznania Polsce Górnego Śląska, najpierw pracując w Polskim Komisariacie Plebiscytowym i organizując w tym regionie harcerstwo, a następnie uczestnicząc w II i III powstaniach śląskich, w tym ostatnim jako kapitan i dowódca Batalionu Harcerskiego.
Od 1930 do 1935 mieszkał i pracował jako nauczyciel, a później także dyrektor gimnazjum w Szarleju (Piekary Śląskie). W 1932 został organizatorem Gimnazjum Polskiego w Bytomiu, ale wkrótce potem musiał zrezygnować z pracy w tej placówce, z powodu represji władz niemieckich. Od 1935 pracował w Katowicach jako wizytator oraz kierownik oddziału szkół średnich, a w 1937 został
wizytatorem tamtejszego Państwowego Gimnazjum im. A. Mickiewicza. Podczas okupacji niemieckiej Polski aktywnie uczestniczył w tajnym nauczaniu w Krakowie i okolicach oraz na obszarze dawnego województwa lubelskiego. W 1943 roku został zatrzymany przez Niemców, uwięziony w obozie koncentracyjnym Majdanek, skąd przetransportowano go do obozu w Buchenwaldzie. Tam zginął w marcu 1945.
Miłosz Sołtys był twórcą harcerstwa na Górnym Śląsku, doprowadził tam do powstania na początku lat 20. XX w. Inspektoratu Harcerskiego Górnego Śląska w ramach Związku Harcerstwa Polskiego i został jego pierwszym inspektorem, pełniąc tę funkcję do sierpnia 1921 r. W tych latach stworzył i redagował czasopismo Harcerz Śląski. W ZHP osiągnął stopień podharcmistrza.
Otrzymał m.in. Krzyż Kawalerski Orderu Polonia Restituta i Krzyż Niepodległości.
Miał braci, którzy także byli oficerami: Bogdana oraz Janusza. W 1920 ożenił się z Jadwigą Malczewską, mieli syna Stanisława, późniejszego oficera Armii Krajowej, zabitego przez Niemców w 1944.